# 四神降臨
『四神降臨』（ししんこうりん）は、ニコニコ生放送とOPENRECの麻雀プロ団体LIVEチャンネルにて生放送されている麻雀プロ4団体（最高位戦日本プロ麻雀協会、日本プロ麻雀協会、RMU、麻将連合）による麻雀対局番組である。

## 概要
- ニコニコ生放送とFRESH!麻雀スリアロチャンネルで東京・大塚のスリアロαスタジオとβスタジオのいずれかで（以前はアルバンスタジオ）生配信されている。基本的に実況は小林未沙（但し、「麻雀の鉄人」は松嶋桃、井出洋介の昭和からの挑戦状―勝ち逃げは許さない―は安達瑠理華が担当）、解説は基本土田浩翔か片山まさゆき（井出洋介の昭和からの挑戦状―勝ち逃げは許さない―は古久根英孝と渋川難波）が担当している。
- 放送予定時刻によるが12:00～15:00の間に放送を開始し、日付が変わる前から明け方近くの間まで放送されている。
- 自動卓に牌を流し込む前に、原則として洗牌を行う。
- 最近の大会でのルールはMリーグルールで行う事が多く、独自ルールも以下によって行われている。
  - 半荘4回戦で、裏ドラ一発ありルール。
  - 役満の複合は純粋なものであれば認められる。
  - 25,000点持ちの30,000点返しで、トップ者にはオカの20000点が加点。
  - ウマは1位+15000点、2位+5000点、3位△5000点、4位△15000点。
- 近年は自動配牌で行ってるが、かつては卓のサイコロボックスに入っているサイコロは最初から入っていなく、山から取る際に親側の壁牌の右側7トンを切り離していた。
- 番組内でキーワードが発表され視聴者プレゼントがあったが、2014年からは行われていない。
- かつては表彰式の後、敗者3人による「敗者の辞」（事前収録でコメントでは「本編」と呼ばれている）が流れ、悲しいBGMと共に罰ゲームの模様が流されてエンディング（2016女流王座決定戦では予選敗退3人ずつの敗者の辞が次の対局までの間に流れた）となっていたが現在は表彰式で終了となっている。

## 歴史

### 2011年（平成23年）
- 9月30日 - 日本初の麻雀番組専門スタジオのアルバンスタジオ開設に伴い、オープニング記念として麻雀プロ4団体による対抗戦を実施。各団体4人1チームで、先鋒・副将・女流・大将戦で競われた。

### 2012年（平成24年）
- 10月16日 - アルバンスタジオ1周年記念として4団体のタイトルホルダーによる頂上決戦が行われた。放送終了後のアンケートで「とても良かった」が98.2％を獲得する快挙となった。
- 12月29日 - 「四神降臨クライマックスSP」として、4団体のトッププロによる対局が行われた。

### 2013年（平成25年）
- 3月2日 - 「四神降臨～Venus Festival～」として女流プロによる対抗戦。（但し、RMUのプロ雀士は参戦せず）また、この回から2018王座決定戦までは有料配信（1,000円）で行われた（序盤までは無料で見られる）。
- 5月2日 - 「四神降臨～LEGEND～」として、大御所2人と若手2人のトッププロによる対局が行われた。（RMUのプロ雀士は参戦しなかったが、土田が対局者として参加したために多井隆晴が解説を務めた）
- 7月6日 - 「麻雀の鉄人」として萩原聖人が麻雀の鉄人ことプロ雀士6人に挑戦する（実際対局したのは萩原が指名した小林剛、鈴木達也、石橋伸洋の3人）特別企画が行われ、土田と古久根英孝が解説を務めた。なお、古久根が麻雀番組に出演するのは2007年の「麻雀BATTLE ROYAL 2007」以来、6年ぶりとなる。放送終了後のアンケートでは「とても良かった」が87.3%を記録。この回は、無料放送。
- 9月7日 - 「王座決定戦」として12～13年度の4団体タイトルホルダーによる決戦が行われた。放送終了後のアンケートでは「とても良かった」が91.4%を記録。
- 11月16日 - 「麻雀の鉄人」に「闘牌列伝～クリエイター祭り」を優勝した福地誠が挑戦。途中で、震度4の地震が発生し一瞬中断するハプニングがあった。対局の休憩中に過去の四神降臨の事前収録NG集が放送されたり、エンディングに福地の妻が生出演し、さらに福地が趣味のダンスを披露するなどバラエティ色が強い回となった。放送終了後のアンケートでは「とても良かった」が91.4%を記録。
- 12月28日 - 「クライマックスSP レジェンドリターンズ」として若手2人とベテラン2人による対局が行われた。敗者の辞では敗者が勝者に土下座するシーンが生放送で行われた。放送終了後のアンケートでは「とても良かった」が90.1%を記録。

### 2014年（平成26年）
- 1月25日 - 「麻雀の鉄人」に将棋界から鈴木大介が挑戦。2回戦終了後の休憩中に、ゲストトークとして鈴木の親友の広瀬章人が出演。放送終了後のアンケートでは「とても良かった」が88.4%を記録。
- 3月8日 - 「2014女流王座決定戦」として初めてトーナメント方式で行われた。予選は2013年度の女流雀王決定戦と女流最高位決定戦の各2位～4位（石井あや、西嶋千春、花本まな、冨本智美、水崎ともみ、眞崎雪菜）と麻将連合の将妃・雑賀真紀子、RMU代表・安達瑠理華の計8名がA・Bの2つのブロックで各半荘戦を行い、それぞれのトップが決勝進出。決勝は勝ち上がり2名と女流雀王・大崎初音、女流最高位・小池美穂の3半荘戦が行われた。放送終了後のアンケートでは「とても良かった」が95.8%を記録。
- 4月5日 - 「2014王座決定戦」として、13～14年度の各団体のタイトルホルダーによる決戦。放送終了後のアンケートでは「とても良かった」が93.8%を記録。
- 7月19日 - 「麻雀の鉄人」に将棋界から中田功が挑戦。対局休憩中に未公開PVや中田と伊藤真吾のトークコーナーを放送（いずれも事前収録）。松嶋がお休みのため、実況は小林未沙が務めた。放送終了後のアンケートでは「とても良かった」が95.7%を記録。
- 8月9日 - 「麻雀の鉄人」に萩原聖人が1年越しの再挑戦。解説の片山まさゆきが「麻雀最強戦2014著名人代表決定戦」出場のため、代わりに渋川難波が務めた。放送終了後のアンケートでは「とても良かった」が96.9%を記録。
- 9月13日 - 「麻雀の鉄人～鉄人再誕」として鈴木達也を除く5人の鉄人に、渋川、鈴木たろう、成岡明彦（101競技連盟）の3人の刺客が挑む入れ替え戦が行われた。放送終了後のアンケートでは「とても良かった」が93.1%を記録。
- 11月29日 - 「麻雀の鉄人」に「闘牌列伝〜天鳳祭り」優勝者の独歩（第三代天鳳位）が挑戦。放送終了後のアンケートでは「とても良かった」が58.7%と両番組通じて過去最低を記録。松嶋が急病のため、安達が実況を務めた。
- 12月28日 - 「四神降臨クライマックスSP 四団体対抗戦」として、第1回以来となる4団体による対抗戦。オシャレ、ヴィーナス、イケメン、巨漢、MVPのテーマで5回戦の対局となった。また、この回から東京・大塚の麻雀スタジオでの放送となっている。放送終了後のアンケートでは「とても良かった」が90.4%を記録。

### 2015年（平成27年）
- 1月24日 - 「麻雀の鉄人」に勝間和代が挑戦。土田がスケジュールの都合で欠席し、解説は片山と渋川が担当[1]。放送終了後のアンケートでは「とても良かった」が94.0%を記録。
- 2月28日 - 「2015女流王座決定戦」としてトーナメント方式で行われた[2]。予選は2014年度の女流雀王決定戦と女流最高位決定戦の各2位～4位（宮本祐子、野添ゆかり、小池、冨本、福山理子、大崎）と将妃・草場、RMU代表・鶴海ひかるの計8名がA・Bの2つのブロックで各半荘戦を行い、それぞれのトップが決勝進出。決勝は勝ち上がり2名と女流雀王・豊後葵、女流最高位・大平亜季の3半荘戦で行われた。放送終了後のアンケートでは「とても良かった」が89.4%を記録。
- 4月4日 - 「2015王座決定戦」として、14～15年度の各団体のタイトルホルダーによる決戦[3]。放送終了後のアンケートでは「とても良かった」が90.1%を記録。
- 6月27日 - 「麻雀の鉄人」に藤田晋が挑戦。「ひかりTV」と同時生放送で放送された[4]。ニコニコ生放送の放送終了後のアンケートでは「とても良かった」が92.2%と前回の勝間和代の時を少し下回った。
- 10月31日 - 「四神降臨秋の陣」としてスリアロチャンピオンシップの月間優勝者8人で行われたグランドチャンピオン大会に優勝した近藤誠一、飯田正人杯最高位戦Classic覇者石井一馬、雀竜位・武中進、野口恭一郎賞男子棋士部門受賞の渋川難波の4人で対局された[5]。
- 11月28日 - 「麻雀の鉄人」に中野浩一が挑戦。アメーバフレッシュスタジオから生放送され、解説に桜井章一が出演し土田自らが実況を務めた[6]。完全無料生放送。
- 12月26日 - 「四神降臨2015クライマックスSP 四団体対抗戦」としてルーキー、インテリ、ヴィーナス、ドルオタ、MVPのテーマで５回戦を行った[7]。放送終了後のアンケートは「とても良かった」が90.6%と前年並みの記録だった。

### 2016年（平成28年）
- 1月31日 - 「麻雀の鉄人」に小山剛志が挑戦[8]。たろうが特別参戦し、解説は土田と新井啓文が担当した。この回のみamebaFRESH!でも無料で配信された（ニコニコ生放送では引き続き途中から有料となっている）。ニコニコ生放送の放送終了後のアンケートでは「とても良かった」が78.5%だったが、エンディングで特別参戦したたろうの健闘ぶりと土田の判断により異例となる彼の鉄人入りが発表された[9]。
- 2月27日 - 「2016女流王座決定戦」としてトーナメント方式で行われた[10]。この回のみamebaFRESH!でも無料で配信された。この年からRMU代表は女流限定リーグ、RMUティアラリーグの前年優勝者が同決定戦に出場できる他、決勝が2半荘戦に変更された。また、「敗者の辞」が予選各組終了後に予選敗退者から順に放送された（決勝敗者はいつも通りED中に流れた）。予選は2015年度の女流雀王決定戦と女流最高位決定戦の各2位～4位（西嶋千春、茅森早香、日向藍子、朝倉ゆかり、豊後、愛内よしえ）と将妃・中村ゆたか、RMUティアラリーグ優勝者白田みおの計8名がA・Bの2つのブロックで各半荘戦を行い、それぞれのトップが決勝進出。決勝は勝ち上がり2名と女流雀王・佐月麻理子、女流最高位・大平の4人で行われた。ニコニコ生放送の放送終了後のアンケートでは「とても良かった」が77.7%を記録。
- 4月29日 - 「麻雀の鉄人」に実写版鉄火場のシンの主人公・山崎シンヤを演じた滝口幸広が挑戦[11]。小山の時と同様にabemaTV FRESH!でも無料で配信された（タイムシフトは対応せず）。また、土田が同日行われるフジテレビONEのTHEわれめDEポンに解説者として出演するため１回戦のみ解説し、残りは渋川が担当した。対局休憩中に最高位戦日本プロ麻雀協会の第40期最高位就位祝賀パーティーに潜入し、出席した関係者に予想アンケ（女子は彼氏にしたい雀士アンケ）をしたVTRと雀士が選ぶスリアロチャンネルの好きな番組ランキングが流れた。ニコニコ生放送の放送終了後のアンケートでは「とても良かった」が95%を記録。
- 5月14日 - 「2016王座決定戦」として、15～16年度の各団体のタイトルホルダーによる決戦[12]。放送終了後のアンケートでは「とても良かった」が64.8%と2016女流王座決定戦からわずか2ヵ月半で四神降臨過去最低（全体ではワースト2位）記録を更新した。
- 7月18日 - 「麻雀の鉄人」に風間杜夫が挑戦[13]。「ひかりTV」と同時生放送で放送された。解説の片山が都合により欠席し、代わりに萩原聖人が解説を務めた。
- 10月29日 - 「2016秋の陣」として行われた[14]。この年は野口恭一郎賞の廃止に伴い、ヴェストワンカップの優勝者が出場できるようになっている。また、FRESH!byAmebaTVでも有料会員限定での放送を開始し、タイムシフトも永久に見られるようになった。スリアロチャンピオンシップの月間優勝者8人で行われたグランドチャンピオン大会に優勝した近藤誠一、飯田正人杯最高位戦Classic覇者飯沼雅由、雀竜位・吉田基成、ヴェストワンカップ覇者田内翼の4人で対局された。小林が同日に行われたRTDマンスリーリーグ準決勝最終節の実況のため日向藍子が実況、解説は土田と木原浩一が務めた。
- 11月26日 - 「麻雀の鉄人」の系列として「井出洋介の昭和からの挑戦状―勝ち逃げは許さない―」が6回連続で始まった（有料配信）[15]。井出が最高位戦日本プロ麻雀協会、日本プロ麻雀協会、RMUの若手雀士に挑戦するもので、初回は斎藤俊、松ヶ瀬隆弥、吉田光太と対決。
- 12月23日 - 「四神降臨2016クライマックスSP 四団体対抗戦」としてルーキー、秘書、スポーツファン、コワモテ、MVPのテーマで５回戦を行った[16]。負け動画が団体合同から各テーマの対局終了後、2着以下の3人のものが流されるという形式に変わった（MVP敗者はいつも通りED中に流れた）。ニコニコ生放送での放送終了後のアンケートは「とても良かった」が93.5%を記録した。
- 12月25日 - 「井出洋介の昭和からの挑戦状―勝ち逃げは許さない―」の第2回として井出が佐藤聖誠、須田良規、月島ひかると対決。

### 2017年（平成29年）
- 1月21日 - 「麻雀の鉄人」に天鳳位のASAPINが挑戦[17]。土田が最高位戦北海道プロアマリーグ出場のため、天鳳プレイヤーでASAPINの兄であるゆうせ～が解説、片山まさゆきが進行の代役を務めた。
- 1月27日 - 「井出洋介の昭和からの挑戦状―勝ち逃げは許さない―」の第3回として井出が園田賢、吉田基成、楢原和人と対決。解説の古久根が同日行われるフジテレビONEのTHEわれめDEポンに解説者として出演のため、実況の安達もスケジュールの都合のため解説に河野高志、実況は愛内よしえが務めた。
- 2月24日 - 「井出洋介の昭和からの挑戦状―勝ち逃げは許さない―」の第4回として井出が仲林圭、平賀聡彦、渡辺卓也と対決。
- 2月25日 - 「2017女流王座決定戦」としてトーナメント形式で行われた[18]。予選は2016年度の女流雀王決定戦と女流最高位決定戦の各2位～4位（いわますみえ、渡辺洋香、石井あや、愛内よしえ、大崎初音、佐月麻理子）と将妃・松本陽子、RMUティアラリーグ優勝者南地祐圭の計8名がA・Bの2つのブロックで各半荘戦を行い、それぞれのトップが決勝進出。決勝の2半荘戦は予選の勝ち上がり2名と女流最高位・大平亜季、女流雀王・朝倉ゆかりの4人で行われた。ニコニコ生放送の放送終了後のアンケートでは「とても良かった」が97.9%と過去2番目の快挙（同決定戦では過去最高の記録）。
- 3月20日 - 「井出洋介の昭和からの挑戦状―勝ち逃げは許さない―」の第5回として井出が石井一馬、矢島亨、山下達也と対決。安達がスケジュールの都合のため夏目智依が実況を務めた。
- 3月24日 - 「2017王座決定戦」として、16～17年度の各団体のタイトルホルダーによる決戦[19]。小林がスケジュールの都合のため竹内幸輔がナビゲーターを務めた。休憩中にはこれまでの四神降臨の負け動画の中から最も印象に残った負け動画を紹介する負け動画セレクションが放映された。
- 4月14日 - 「麻雀の鉄人」に藤田晋が2年越しの再挑戦。FRESH!×麻雀スリアロチャンネルスペシャルウイーク内の一環としてFRESH!麻雀スリアロチャンネルと[20]、AbemaTVの麻雀チャンネルで生放送され、土田が前回に続きスケジュールの都合ため石橋伸洋が解説、片山が進行の代役を務めた。
- 4月15日 - FRESH!×麻雀スリアロチャンネルスペシャルウイーク内の一環として「四神降臨番外編 王者決定戦」としてトーナメント形式で行われた。1回戦は飯田正人杯最高位戦Classic覇者飯沼雅由、雀竜位・江崎文郎、日本オープン覇者渋川難波、麻雀の鉄人最多勝・鈴木達也、ヴェストワンカップ覇者田内翼、RMU10周年アニバーサリー・スリアロ杯トーナメント覇者仲川翔、發王位・松本吉弘、2017女流王座決定戦覇者朝倉ゆかりの8名が2卓に分かれて戦い2名ずつが準決勝に進出。準決勝は1回戦勝者4名と2017王座決定戦出場選手4名が2卓に分かれて戦い2名ずつが決勝に進出。決勝を制した者が勝者となる。前日の「麻雀の鉄人」に続いてFRESH!麻雀スリアロチャンネルで放送される他、古久根も解説として出演した[21]。
- 4月16日 - FRESH!×麻雀スリアロチャンネルスペシャルウイークの最終日に「四神降臨 四団体対抗戦」としてセーラー服、ローカル、パパママ、サウスポー、天鳳のテーマで5回戦を行い、FRESH!麻雀スリアロチャンネルで放送された[22]。
- 4月19日 - 「井出洋介の昭和からの挑戦状―勝ち逃げは許さない―」の最終戦として井出が金太賢、仲川翔、水巻渉と対決。
- 7月15日 - 「麻雀の鉄人 鉄人再誕2」として多井と達也を除く4人の鉄人に渋川と木原浩一が挑む入れ替え戦が行われた。4人の鉄人が半荘1発勝負で戦い2着までが鉄人残留となり、下位2人と渋川と木原で3回戦を行ってトータルポイント2名が鉄人残留か新鉄人誕生となる。達也と金子正輝が解説を担当し、安達がナビゲーターを務めた。
- 8月15日 - 「麻雀の鉄人」に池谷直樹が挑戦。「空前絶後の麻雀フェス！ スリアロ33時間生放送！」内の最終プログラムとして無料で放送され[23]、片山が腰痛手術の影響のため木原が解説を務めた。
- 12月30日 - 「四神降臨2017クライマックスSP 四団体対抗戦」としてルーキー、セクシー、スポーツ、長老、MVPのテーマで５回戦を行った。テーマ別の負け動画の代わりに負けコーナーと題してその回戦のラスが様々な罰ゲームをやる事となった（MVP敗者のみEDで負け動画を放送）他、土田がわれめDEポンの解説のため4回戦の途中で退席し、石原真人が臨時解説を行い、最終戦は五十嵐毅が務めた他、片山も4回戦は休憩して同戦は多井が担当した。また、実況の小林も3回戦のみ休憩し、その間は中里春奈が務めた。ニコニコ生放送での放送終了後のアンケートは「とても良かった」が94.8%を記録した。

### 2018年（平成30年）
- 2月24日 - 「2018女流王座決定戦」としてトーナメント形式で行われた。予選は2017年度の女流雀王決定戦と女流最高位決定戦の各2位～4位（大澤ふみな、柳まお、大平亜季、水崎ともみ、竹居みつき、佐月麻理子）と将妃・稲毛千佳子、RMUティアラリーグ優勝者京杜なおの計8名がA・Bの2つのブロックで各半荘戦を行い、それぞれのトップが決勝進出。決勝の2半荘戦は予選の勝ち上がり2名と女流最高位・西嶋千春、女流雀王・朝倉ゆかりの4人で行われた。ニコニコ生放送の放送終了後のアンケートでは「とても良かった」が94.5%を記録。
- 3月31日 - 「2018王座決定戦」として、17～18年度の各団体のタイトルホルダーによる決戦。
- 4月3日 - 「麻雀の鉄人」に日刊スポーツ杯争奪 スリアロトーナメント2017を制したインスタントジョンソンのじゃいが挑戦。満開の7日間！スリアロスペシャルウイーク内の一環として生放送のみ無料で放送され、タイムシフトに関しては完全有料会員限定となった[24]。
- 4月8日 - 「2018王者決定戦」としてトーナメント形式で行われた。1回戦は飯田正人杯最高位戦Classic覇者堀慎吾、新輝戦覇者今西祐司、オータムチャンピオンシップ覇者綱川隆晃、雀竜位・江崎文郎、日本オープン覇者魚谷侑未、RMUクラウン覇者齋藤豪、2018女流王座決定戦覇者竹居みつき、日刊スポーツ杯スリアロチャンピオンシップグランドチャンピオン石原真人、麻雀マスターズ覇者佐月麻理子と2018王座決定戦敗者である井出洋介、金太賢、松ヶ瀬隆弥の12名が3卓に分かれて戦い2名ずつが準決勝に進出。準決勝は前年優勝の多井隆晴と2018王座決定戦覇者村上淳を含めた8名が2卓に分かれて戦い2名ずつが決勝に進出。決勝を制した者が勝者となる。土田が最高位戦B1リーグ出場のため古久根英隆が解説、実況は小林と浅見真紀が務めた。満開の7日間！スリアロスペシャルウイーク内の一環として生放送のみ無料で放送され、タイムシフトに関しては完全有料会員限定となった。
- 12月29日 - 「四神降臨2018クライマックスSP 四団体対抗戦」としてルーキー、癒し系、一発芸、無冠の帝王、Mリーガーのテーマで５回戦が行われた[25]。会場がスリアロβスタジオで行われた他、今回から生放送のみ無料で放送された。また、解説は長期戦の事も考えて3回戦は土田の代わりに朝倉康心、4回戦は片山の代わりに河野直也が担当し、実況も3回戦のみ麻宮あかねが担当した。前年から導入された負けコーナーはルーキー・無冠の帝王・Mリーガーに限り2着と3着も対象になったが、負け動画は無くなっている。ニコニコ生放送の放送終了後のアンケートでは「とても良かった」が84.6%を記録。

### 2019年（平成31年／令和元年）
- 2月3日 - 「2019女流王座決定戦」としてスリアロαスタジオでトーナメント形式で行われた。予選は2018年度の女流最高位決定戦と女流雀王決定戦の各2位～4位（御木マヤ、石井あや、大平亜季、水瀬千尋、朝倉ゆかり、中月裕子）と将妃・梅村日奈子、RMUティアラリーグ優勝者里中花奈の計8名がA・Bの2つのブロックで各半荘戦を行い、それぞれのトップが決勝進出。決勝の2半荘戦は予選の勝ち上がり2名と女流最高位・西嶋千春、女流雀王・逢川恵夢の4人で行われたが、負け動画に関しては放映されなかった。また、スリアロβスタジオではパブリックビューイングが開催された。ニコニコ生放送の放送終了後のアンケートでは「とても良かった」が78.8%を記録。
- 4月4日 - 「2019王者決定戦」の最後のイスをかけた特別予選としてスリアロβスタジオで藤田晋が朝倉康心、多井隆晴、鈴木たろうと対戦。藤田晋PRESENTS 百花繚乱の9日間！スリアロスペシャルウイーク2019内の一環としてFRESHLIVE麻雀スリアロチャンネルとAbemaTV麻雀チャンネルで放送された。金太賢と松本吉弘が解説、実況は安達瑠理華が務めた。
- 4月6日 - 「2019王座決定戦」としてスリアロαスタジオで18～19年度の各団体のタイトルホルダーによる決戦。藤田晋PRESENTS 百花繚乱の9日間！スリアロスペシャルウイーク2019内の一環として放送された他、当日はスリアロβスタジオでパブリックビューイングも行われた。土田がスケジュールの都合により多井と片山が解説を務めた。ニコニコ生放送の放送終了後のアンケートでは「とても良かった」が83.3%を記録。
- 4月30日 - 「2019王者決定戦」としてスリアロβスタジオでトーナメント形式で行われ、AbemaTV麻雀LIVEチャンネルでも放送された。1回戦は飯田正人杯最高位戦Classic覇者長谷川来輝、發王位・中嶋和正、オータムチャンピオンシップ覇者朝倉ゆかり、雀竜位・矢島亨、日本オープン覇者下出和洋、2018RTDリーグ覇者小林剛、日刊スポーツ杯スリアロチャンピオンシップグランドチャンピオンコウ、王者決定戦特別予選勝者朝倉康心、2019女流王座決定戦覇者逢川恵夢と2019王座決定戦敗者である金太賢、近藤誠一、谷井茂文の12名が3卓に分かれて戦い2名ずつが準決勝に進出。準決勝は前年優勝の村上淳と2019王座決定戦覇者武則輝海を含めた8名が2卓に分かれて戦い2名ずつが決勝に進出。決勝を制した者が勝者となる。土田と片山に加えて多井の3人が解説、実況は小林が務め、一部の実況と準決勝までの対局後インタビューを浅見真紀が務めた。
- 12月29日 - 「四神降臨2019クライマックスSP 四団体対抗戦」としてルーキー、パパ・ママ、男装、経営者、スリアロMVPのテーマで全5回戦がスリアロβスタジオで行われた[26]。土田が都合により多井が解説（3回戦と4回戦の片山の代理解説は堀慎吾が担当）、実況は浅見が務めた。ニコニコ生放送の放送終了後のアンケートでは「とても良かった」が78.4%と対抗戦では前年の過去ワーストの数字（84.6%）を1年で更新した。

### 2020年（令和2年）
- 1月4日 - 「2020女流王座決定戦」としてスリアロβスタジオで行われた。予選は2019年度の女流最高位決定戦と女流雀王決定戦の各2位～4位（根本佳織、大澤ふみな、相川まりえ、朝倉ゆかり、水口美香、大島麻美）と将妃・梅村日奈子、RMUティアラクライマックスリーグ優勝者白田みおの計8名がA・Bの2つのブロックで各半荘戦を行い、それぞれのトップが決勝進出。決勝の2半荘戦は予選の勝ち上がり2名と女流最高位・西嶋千春、女流雀王・逢川恵夢の4人で行われた。土田と片山が都合により小林剛と堀慎吾が解説を務めた。ニコニコ生放送の放送終了後のアンケートでは「とても良かった」が82.0%を記録。
- 3月29日 - 「2020王座決定戦」としてスリアロαスタジオで19～20年度の各団体のタイトルホルダーによる決戦。
- 12月30日 - 「四神降臨2020クライマックスSP 四団体対抗戦」としてルーキー、不思議ちゃん、ヘッド、のど自慢、Mリーガーのテーマで全5回戦がMリーグルールとしてスリアロβスタジオで行われた。今回からOPENRECの麻雀プロ団体LIVEチャンネルでも生放送は無料で配信された。渋川難波と綱川隆晃が解説、実況は浅見真紀が務めた。

### 2021年（令和3年）
- 1月17日 - 「2021女流王座決定戦」としてスリアロβスタジオで行われた。予選は2020年度の女流最高位決定戦と女流雀王決定戦の各2位～4位（松山由希、西嶋千春、小池美穂[27]、逢川恵夢、澄川なゆ、鳥井ゆう）と将妃・岡田桂、RMUティアラクライマックスリーグ優勝者新倉美紀の計8名がA・Bの2つのブロックで各半荘戦を行い、それぞれのトップが決勝進出。決勝の2半荘戦は予選の勝ち上がり2名と女流最高位・伊藤奏子、女流雀王・佐月麻理子の4人で行われた。土田が都合により片山と小林剛が解説を務めた。
- 2月23日 - 「2021王座決定戦」としてスリアロβスタジオで20～21年度の各団体のタイトルホルダーによる決戦。
- 12月30日 - 「四神降臨2021クライマックスSP 四団体対抗戦」としてルーキー、配信者、ギャル、裏方、Mリーガーのテーマで全5回戦がMリーグルールとしてスリアロβスタジオで行われた。今回からYouTubeの麻雀プロ団体LIVEチャンネルでも無料で配信された。片山と渋川難波がメイン解説、実況はだてあずみ。が務めた。

### 2022年（令和4年）
- 1月2日 - 「2022女流王座決定戦」としてスリアロβスタジオで行われた。予選は2021年度の女流最高位決定戦と女流雀王決定戦の各2位～4位（いわますみえ、伊藤奏子、浅見真紀、佐月麻理子、奥村知美、中月裕子）と将妃・藤川まゆ、RMUティアラクライマックスリーグ優勝者汐宮あまねの計8名がA・Bの2つのブロックで各半荘戦を行い、それぞれのトップが決勝進出。決勝の2半荘戦は予選の勝ち上がり2名と女流最高位・内間祐海、女流雀王・逢川恵夢の4人で行われた。片山と河野直也が解説、実況は綱川隆晃が務めた。
- 2月26日 - 「2022王座決定戦」としてスリアロβスタジオで21～22年度の各団体のタイトルホルダーによる決戦。土田と堀慎吾が解説を務めた。
- 12月30日 - 「四神降臨2022クライマックスSP 四団体対抗戦」としてルーキー、ファイター、姫、女装男子、ネクストジェネレーションのテーマで全5回戦がスリアロβスタジオで行われ、ニコニコチャンネルの麻雀スリアロチャンネルでは配信終了1週間後までの無料配信が復活した。綱川隆晃がメイン解説、実況はだてあずみ。が務めた。

### 2023年（令和5年）
- 1月2日 - 「2023女流王座決定戦」としてスリアロβスタジオで行われた。予選は2022年度の女流最高位決定戦と女流雀王決定戦の各2位～4位（渡辺洋香、野添ゆかり、内間祐海、逢川恵夢、澄川なゆ、佐月麻理子）と将妃・岡田桂、RMUティアラクライマックスリーグ優勝者千本松紘子の計8名がA・Bの2つのブロックで各半荘戦を行い、それぞれのトップが決勝進出。決勝の2半荘戦は予選の勝ち上がり2名と女流最高位・西嶋千春、女流雀王・水崎ともみの4人で行われた。片山と矢島亨が解説、実況は茶木康志が務めた。
- 2月25日 - 「2023王座決定戦」としてスリアロβスタジオで22～23年度の各団体のタイトルホルダーによる決戦。小林剛と綱川隆晃が解説を務めた。

### 2024年（令和6年）
- 1月2日 - 「四神降臨2024新春SP 四団体対抗戦」としてルーキー、ネトマ強者、チャイナ、インフルエンサー、団体MIPのテーマで全5回戦がスリアロβスタジオで行われた。綱川隆晃が解説（4回戦のみ小林剛が解説）、実況は松田麻矢が務めた。なお、YouTubeの麻雀プロ団体LIVEチャンネルではタイムシフトがファンクラブ会員限定に変更された。
- 3月20日 - 「2024王座決定戦」として23年度の各団体のタイトルホルダーによる決戦。小林剛と堀慎吾が解説、実況は松田麻矢が務めた。
- 4月7日 - 「2024女流王座決定戦」としてスリアロβスタジオで行われ、今年からRMUの代表は女流令昭位に変更された。予選は2023年度の女流最高位決定戦と女流雀王決定戦の各2位～4位（谷崎舞華、野添ゆかり、西嶋千春、澄川なゆ、奥村知美、水崎ともみ）と将妃・北出昭子、女流令昭位・里中花奈の計8名がA・Bの2つのブロックで各半荘戦を行い、それぞれのトップが決勝進出。決勝の2半荘戦は予選の勝ち上がり2名と女流最高位・相川まりえ、女流雀王・逢川恵夢の4人で行われ、実況は松田麻矢が務めた。

### 2025年（令和7年）
- 1月2日 - 「四神降臨2025新春SP 四団体対抗戦」としてルーキー、魂天、清楚、二刀流、団体MIPのテーマで全5回戦がスリアロβスタジオで行われた。片山まさゆきが解説、実況は松田麻矢が務めた。
- 2月22日 - 「2025王座決定戦」としてスリアロβスタジオで24年度の各団体のタイトルホルダーによる決戦。金太賢が解説、実況は松田麻矢と山本亜衣が務めた。
- 4月6日 - 「2025女流王座決定戦」としてスリアロαスタジオでトーナメント形式で行われた。予選は2024年度の女流最高位決定戦と女流雀王決定戦の各2位～4位（相川まりえ、吉田葵、浅見真紀、りんのなお、奥村知美、澄川なゆ）と将妃・藤川まゆ、女流令昭位・金宮じゅんの計8名がA・Bの2つのブロックで各半荘戦を行い、それぞれのトップが決勝進出。決勝の2半荘戦は予選の勝ち上がり2名と女流最高位・瑞原明奈、女流雀王・逢川恵夢の4人で行われた。片山まさゆきが解説、実況は松田麻矢が務めた。

## 出場選手
- 第1・10・14・18・22・23・27・32・35・38・41・47回は団体戦のため、第21・26・31回は特別編のためそれぞれ省略。

2019-25年
| 第28回 | 2019年2月3日  | 2019女流王座決定戦     | 逢川恵夢   | 西嶋千春   | A卓勝者  | B卓勝者    |
| 第29回 | 2019年4月4日  | 2019王者決定戦特別予選 | 藤田晋     | 朝倉康心   | 多井隆晴 | 鈴木たろう |
| 第30回 | 2019年4月6日  | 2019王座決定戦         | 金太賢     | 近藤誠一   | 武則輝海 | 谷井茂文   |
| 第33回 | 2020年1月4日  | 2020女流王座決定戦     | 逢川恵夢   | 西嶋千春   | A卓勝者  | B卓勝者    |
| 第34回 | 2020年3月29日 | 2020王座決定戦         | 多井隆晴   | 坂本大志   | 原浩明   | 堀慎吾     |
| 第36回 | 2021年1月17日 | 2021女流王座決定戦     | 伊藤奏子   | 佐月麻理子 | A卓勝者  | B卓勝者    |
| 第37回 | 2021年2月23日 | 2021王座決定戦         | 木村和幸   | 河野高志   | 醍醐大   | 矢島亨     |
| 第39回 | 2022年1月2日  | 2022女流王座決定戦     | 逢川恵夢   | 内間祐海   | A卓勝者  | B卓勝者    |
| 第40回 | 2022年2月26日 | 2022王座決定戦         | 小林剛     | 河野高志   | 渋川難波 | 鈴木優     |
| 第42回 | 2023年1月2日  | 2023女流王座決定戦     | 西嶋千春   | 水崎ともみ | A卓勝者  | B卓勝者    |
| 第43回 | 2023年2月25日 | 2023王座決定戦         | 浅井堂岐   | 忍田幸夫   | 竹内元太 | 楢原和人   |
| 第45回 | 2024年3月20日 | 2024王座決定戦         | 竹内元太   | 谷井茂文   | 仲林圭   | むく大樹   |
| 第46回 | 2024年4月7日  | 2024女流王座決定戦     | 相川まりえ | 逢川恵夢   | A卓勝者  | B卓勝者    |
| 第48回 | 2025年2月22日 | 2025王座決定戦         | 石井一馬   | 忍田幸夫   | 河野高志 | 仲林圭     |
| 第49回 | 2025年4月6日  | 2025女流王座決定戦     | 逢川恵夢   | 瑞原明奈   | A卓勝者  | B卓勝者    |